# Lisala (territoire)
Le territoire de Lisala est une entité administrative déconcentrée de la province de la Mongala en république démocratique du Congo située sur la rive droite du fleuve Congo.

## Géographie
Il s'étend au nord du fleuve Congo, le contour du territoire est défini par la rivière Mongala au Nord et le fleuve Congo au Sud.

## Histoire
Lisala a été le chef-lieu de la province du Moyen-Congo qui exista de 1963 à 1966.

## Subdivisions
Le territoire est constitué de la commune de Binga et de trois secteurs :
| Subdivision     | Statut  | Chef-lieu  | Notes                          |
| --------------- | ------- | ---------- | ------------------------------ |
| Binga           | Commune | Binga      | 7 conseillers municipaux       |
| Mongala-Motima  | Secteur | Boso-Manzi | 10 groupements de 97 villages  |
| Ngombe-Doko     | Secteur | Lisala     | 15 groupements de 147 villages |
| Ngombe-Mombangi | Secteur | Binga      | 16 groupements de 125 villages |

## Population
La population du territoire est composée de différentes tribus, principalement Ngombe avec des minorités Mongo, Ngandi, Ngwaka et Budja.
| 1994    | 2004    |
| ------- | ------- |
| 296 804 | 421 005 |

## Transports
Le territoire est traversé par la route nationale N6 d'Est en Ouest, et par les routes  R328, R329, R336, et R338.

## Économie
La région connait une forte activité agricole, avec principalement les récoltes de riz, manioc, cacahuète, maïs, cacao, café, huile de palme, noix et caoutchouc.

## Localités
- Akula
- Bakune
- Binga
- Bobila
- Bolomba
- Bolongo
- Busu-Nongoni
- Ikonongo
- Kwawa
- Liboko
- Libona
- Likimi
- Lisala, chef-lieu
- Mitoko
- Mongili
- Ngale
- Umangi
- Yalosemba
- Ngonzi-Balele
- Bokapo
- Bokutu
- Bobi
- Liweya
- Kutu
- Dika
- Botukwa

## Personnalités
Lisala est le lieu de naissance de Joseph Mobutu, le 14 octobre 1930.